# Ternstroemia cherryi
Ternstroemia cherryi är en tvåhjärtbladig växtart som beskrevs av Elmer Drew Merrill, J. F. Bailey och C. T White. Ternstroemia cherryi ingår i släktet Ternstroemia och familjen Pentaphylacaceae. Inga underarter finns listade i Catalogue of Life.